# Europa Cup (korfbal) 2002
De Europa Cup Korfbal 2002 werd van 10 t/m 12 januari 2002 verspeeld in Praag, Tsjechië en was de 16e editie van dit internationale zaalkorfbaltoernooi.
De landskampioenen zaalkorfbal van Nederland, België, Duitsland en gastland Tsjechië waren automatisch geplaatst voor de eindronde. De overige vier deelnemers plaatsen zich door nummer 1 of 2 te worden in een van de twee kwalificatietoernooien.
PKC/Café Bar uit Papendrecht werd winnaar van het toernooi, door in de finale het Antwerpse AKC te verslaan met 16-14. Het Tsjechische KC Havirov veroverde de bronzen medaille, na winst in de kleine finale op GDBD Odivelas uit Portugal.

## Kwalificatietoernooien
De 1e ronde van de Europa Cup Korfbal 2002 was verdeeld over twee kwalificatietoernooien. Deze werden gehouden in het weekend van 6 oktober 2001 (Prievidza, Slowakije) en het weekend van 13 oktober 2001 (Odivelas, Portugal).

### Prievidza
In Prievidza ( Slowakije) vond de kwalificatie voor de 'Oost-Europese' landen plaats. Het Slowaakse Prievidza en het Hongaarse MAFC bereikten via dit toernooi de eindronde.

#### Deelnemers
| SKK Prievidza   |
| Orel University |
| AWF Warszawa    |
| MAFC Budapest   |

#### Wedstrijdprogramma

##### Zaterdag 6 oktober 2001
| Tijd      | Thuis         |   |                 | Uitslag |
| --------- | ------------- | - | --------------- | ------- |
| 10.00 uur | SKK Prievidza | - | MAFC Budapest   | 10 - 16 |
| 11.30 uur | AWF Warszawa  | - | Orel University | 15 - 11 |
| 17.00 uur | SKK Prievidza | - | Orel University | 20 - 13 |
| 18.30 uur | AWF Warszawa  | - | MAFC Budapest   | 17 - 18 |

##### Zondag 7 oktober 2001
| Tijd      | Thuis         |   |                 | Uitslag      |  |
| --------- | ------------- | - | --------------- | ------------ |  |
| 09.00 uur | MAFC Budapest | - | Orel University | 11 - 13      |  |
| 10.10 uur | AWF Warszawa  | - | SKK Prievidza   | 15 - 16 (GG) |  |

### Odivelas
In Odivelas ( Portugal) vond de kwalificatie voor de 'West-Europese' landen plaats. GDBD uit Portugal en Mitcham uit Engeland kwalificeerden zich via dit toernooi voor de eindronde.

#### Deelnemers
| GDBD         |
| Sant Llorenc |
| Pierrelatte  |
| Mitcham      |

#### Wedstrijdprogramma

##### Zaterdag 13 oktober 2001
| Tijd      | Thuis       |   |              | Uitslag |
| --------- | ----------- | - | ------------ | ------- |
| 10.30 uur | GDBD        | - | Sant Llorenc | 24 - 18 |
| 12.00 uur | Pierrelatte | - | Mitcham      | 10 - 18 |
| 17.00 uur | GDBD        | - | Pierrelatte  | 21 - 10 |
| 18.30 uur | Mitcham     | - | Sant Llorenc | 11 - 10 |

##### Zondag 14 oktober 2001
| Tijd      | Thuis        |   |             | Uitslag |  |
| --------- | ------------ | - | ----------- | ------- |  |
| 14.00 uur | GDBD         | - | Mitcham     | 20 - 12 |  |
| 15.30 uur | Sant Llorenc | - | Pierrelatte | 18 - 12 |  |

## Eindronde
De eindronde van de Europa Cup 2002 werd verspeeld van 10 tot en met 12 januari 2002, in Praag, Tsjechië. Het Nederlandse PKC/Café Bar uit Papendrecht veroverde de Alfons Janssens-beker, door in de finale het Belgische AKC (Antwerpen) te verslaan met 14-16.

### Deelnemers
| Poule A             | Team          | Plaats    |  | Poule B   | Team         | Plaats         |
| ------------------- | ------------- | --------- |  | --------- | ------------ | -------------- |
| België              | AKC           | Antwerpen |  | Portugal  | GDBD         | Odivelas       |
| Tsjechië            | KC Havirov    | Havirov   |  | Duitsland | Grün Weiss   | Castrop Rauxel |
| Verenigd Koninkrijk | Mitcham KC    | Londen    |  | Hongarije | MAFC         | Budapest       |
| Slowakije           | SKK Prievidza | Prievidza |  | Nederland | PKC/Café Bar | Papendrecht    |

### Wedstrijdprogramma

#### Donderdag 10 januari 2002
| Tijd      | Thuis        |   |               | Uitslag |
| --------- | ------------ | - | ------------- | ------- |
| 09.00 uur | AKC          | - | KC Havirov    | 20 - 11 |
| 11.30 uur | Mitcham KC   | - | SKK Prievidza | 10 - 16 |
| 13.00 uur | PKC/Café Bar | - | MAFC          | 26 - 10 |
| 14.30 uur | Grün Weiss   | - | GDBD          | 12 - 17 |
| 16.00 uur | AKC          | - | Mitcham KC    | 29 - 04 |
| 17.30 uur | KC Havirov   | - | SKK Prievidza | 21 - 13 |

#### Vrijdag 11 januari 2002
| Tijd      | Thuis        |   |               | Uitslag |
| --------- | ------------ | - | ------------- | ------- |
| 09.30 uur | PKC/Café Bar | - | GDBD          | 23 - 10 |
| 11.00 uur | Grün Weiss   | - | MAFC          | 16 - 13 |
| 12.30 uur | Mitcham KC   | - | KC Havirov    | 09 - 21 |
| 14.00 uur | AKC          | - | SKK Prievidza | 28 - 08 |
| 15.30 uur | PKC/Café Bar | - | Grün Weiss    | 28 - 10 |
| 17.00 uur | GDBD         | - | MAFC          | 19 - 20 |

#### Zaterdag 12 januari 2002
| Tijd      | Thuis         |   |              | Uitslag |
| --------- | ------------- | - | ------------ | ------- |
| 09.00 uur | Mitcham KC    | - | MAFC         | 18 - 14 |
| 11.00 uur | SKK Prievidza | - | Grün Weiss   | 12 - 19 |
| 13.00 uur | KC Havirov    | - | GDBD         | 15 - 14 |
| 15.00 uur | AKC           | - | PKC/Café Bar | 14 - 16 |

### Eindstand

#### Poules
| Poule A | Team          | Gesp. | Pt. |  | Poule B | Team         | Gesp. | Pt. |
| ------- | ------------- | ----- | --- |  | ------- | ------------ | ----- | --- |
| 1.      | AKC           | 3     | 9   |  | 1.      | PKC/Café Bar | 3     | 9   |
| 2.      | KC Havirov    | 3     | 6   |  | 2.      | GDBD         | 3     | 3   |
| 3.      | SKK PRievidza | 3     | 3   |  | 3.      | Grün Weiss   | 3     | 3   |
| 4.      | Mitcham KC    | 3     | 0   |  | 4.      | MAFC         | 3     | 3   |

- Nummers 1 (PKC en AKC) naar de finale.

De eindstand van poule B is gebaseerd op doelsaldo van de onderlinge wedstrijden van de teams die gelijk eindigden. GDBD had het beste doelsaldo (+4), gevolgd door Grün Weiss (-2) en MAFC (-2). Op basis van het onderlinge resultaat eindigde MAFC op de vierde plaats. De Hongaren misten het duel om de vijfde plaats op één doelpunt.

### Finale
PKC -  AKC 16-14
| Kampioen EuropaCup 2002 |
| ----------------------- |
| PKC Vijfd titel         |

#### Eindklassement
| Positie | Club          |
| ------- | ------------- |
| Goud    | PKC           |
| Zilver  | AKC           |
| Brons   | KC Havirov    |
| 4       | GDBD          |
| 5       | Grün Weiss    |
| 6       | SKK Prievidza |
| 7       | Mitcham       |
| 8       | MAFC          |

1967 ·
1968 ·
1969 ·
1970 ·
1971 ·
1972 ·
1973 ·
1974 ·
1975 ·
1976 ·
1977 ·
1978 ·
1979 ·
1980 ·
1981 ·
1982 ·
1983 ·
1985 ·
1986 ·
1988 ·
1989 ·
1990 ·
1991 ·
1992 ·
1993 ·
1994 ·
1995 ·
1996 ·
1997 ·
1998 ·
1999 ·
2000 ·

2001 ·
2002 ·
2003 ·
2004 ·
2005 ·
2006 ·
2007 ·
2008 ·
2009 ·
2010 ·
2011 ·
2012 ·
2013 ·
2014 ·
2015 ·
2016 ·
2017 ·
2018 ·
2019 ·
2020 ·
2021 ·
2022